# کریستین ماریا بالدورستوتیر
کریستین ماریا بالدورستوتیر (ایسلندی: Kristín Marja Baldursdóttir؛ زادهٔ ۲۱ ژانویهٔ ۱۹۴۹) نویسنده و رمان‌نویس اهل ایسلند است.
از فیلم‌هایی که وی در آن‌ها نقش داشته است، می‌توان به خنده مرغ دریایی اشاره نمود.